# Juego de Cartas Coleccionables Pokémon Live
El Juego de Cartas Coleccionables Pokémon Live (Pokémon Trading Card Game Live en inglés), más frecuentemente conocido como JCC Pokémon Live (Pokémon TCG Live en inglés), es un software gratuito disponible para ordenadores Windows y Mac , y dispositivos móviles iOS y Android, que permite jugar al Juego de cartas coleccionables Pokémon en línea. Es el sucesor de JCC Pokémon Online, que dejó de estar disponible poco antes del lanzamiento de esta aplicación. Su lanzamiento estaba inicialmente previsto para finales del 2021, pero este fue retrasado hasta 2022 (año en el cual salió la beta).

## Lanzamiento
Inicialmente tuvo lugar un lanzamiento piloto para dispositivos móviles en Canadá y México y más adelante estaría disponible la versión global beta abierta para PC y Mac.
El juego está disponible en español (España e Hispanoamérica), inglés, francés, alemán, italiano y portugués (Brasil). De forma similar al JCC Pokémon Online, tampoco está disponible en ninguno de los idiomas no abarcados por The Pokémon Company international, incluyendo coreano, japonés o chino.
Además de que en el Español de Hispanoamérica, las cartas del juego permanecen con la traducción de España y la interfaz en español de Hispanoamérica.

## Menú principal
Al ingresar al juego se encuentra el menú el cual tiene lo siguiente:
| Menú            | Descripción                                                                                                  |
| --------------- | --- |
| Inicio          | Sección inicial, en donde se puede observar el formato de juego, rango, perfil, barajas y premiación.        |
| Barajas         | Selección de barajas que deseas jugar.                                                                       |
| Perfil          | Personalización del personaje, en el cual se puede seleccionar entre chico o chica, así como personalizarlo. |
| Tienda          | Lugar en donde se puede comprar cartas                                                                       |
| Pase de combate | |

## Partida
Existen dos tipos de partidas de juego: Competitivo o Informal. En informal se puede seleccionar entre los reglamentos Estándar y Expandido. Para más información de l reglamento, véase Juego de cartas Coleccionables Pokémon.

## Cambios con respecto al JCC Pokémon Online
- Los jugadores no pueden intercambiar cartas con otros jugadores. Sin embargo, estos podrán adquirir cartas individuales dentro del juego para completar su colección.
- JCC Pokémon Live no cuenta con función de chat integrada. Solo cuenta con algunas expresiones faciales.
- Se añade un pase de combate y un esquema de recompensas.
- Está disponible en Dispositivos móviles de manera oficial.

## Transferencia desde JCC Pokémon Online
Como JCC Pokémon Online y JCC Pokémon Live usan la misma cuenta del Club de Entrenadores Pokémon para iniciar sesión, al iniciar sesión en JCC Pokémon Live por primera vez, el jugador tuvo la opción de transferir toda la información almacenada en JCC Pokémon Online vinculada a esa cuenta del Club de Entrenadores Pokémon. Una vez un jugador transfiera su información de JCC Pokémon Online a JCC Pokémon Live, no podrá volver a iniciar sesión en JCC Pokémon Online.
Los objetos transferibles son los siguientes:
Cartas
- Cartas desde la expansión Negro y Blanco en adelante.
  - La serie Espada y Escudo, así como las desde Truenos Perdidos hasta Eclipse Cósmico se pueden transferir y jugar en JCC Pokémon Live desde su lanzamiento. Las cartas desde Sol y Luna hasta Majestad de Dragones, así como las de la serie XY y la serie Negro y Blanco, se pueden transferir desde el lanzamiento pero no es posible jugar con ellas hasta la siguiente actualización de JCC Pokémon Live.
- Hay un límite de las copias de cada carta que se pueden transferir:
  - 4 copias de cada carta individual (sin contar sus variaciones).
  - 1 copia de una carta AS TÁCTICO.
  - 1 copia de una carta de Estrella Prisma.
  - 1 copia de cada parte de una carta de un Pokémon V-UNIÓN.
  - 59 copias de una carta de Energía Básica (sin contar sus variaciones).

Accesorios
- Algunas monedas.

Las fundas para cartas, cajas para cartas y monedas siguientes son transferibles:
- Del Campeonato Mundial de los años 2013-2019.
- De las ligas de las series XY, Sol y Luna y Espada y Escudo.
- De los productos adicionales de las series XY, Sol y Luna y Espada y Escudo.
- De las Cajas de Entrenador Élite.
- De colecciones prémium.

### Contenido no transferible
Los siguientes elementos no son transferibles a JCC Pokémon Live:
- Las cartas de la serie HeartGold y SoulSilver, incluyendo las cartas promocionales y la expansión Llamada de las Leyendas.
- Las cartas de Energía Básica no holográficas de barajas preconstruidas.
- Los artículos de avatar.
- Algunas monedas, fundas para cartas y cajas para cartas.
- Fichas de Entrenador.
- Los productos y packs sin abrir.
  - Los paquetes de mejora, las barajas preconstruidas, las cajas de Combina y Combate, y los productos de recompensas de Ligas sin abrir de las series Negro y Blanco, XY, Sol y Luna y Espada y Escudo se convertirán, al transferirlas, en cristales de JCC Pokémon Live con las que adquirir artículos. Según los rangos de cantidad de estos, se recibirán los siguientes cristales:
    - De 1 a 9 artículos, 250 cristales.
    - De 10 a 24 artículos, 550 cristales.
    - De 25 a 49 artículos, 1125 cristales.
    - De 50 a 124 artículos, 2350 cristales.
    - Más de 125 artículos, 6200 cristales.

  - Los artículos sin abrir de latas de las series Sol y Luna y Espada y Escudo, que desbloquean barajas de 60 cartas en JCC Pokémon Online, se convertirán en una copia de la carta de promoción de esa lata al transferirlos.
- Lista de amigos.
- Listas de baraja guardadas (aunque se pudo exportar manualmente de forma previa al cierre).